# Малкълм Бредбъри
Сър Малкълм Бредбъри (на английски: Malcolm Bradbury) е писател, британски сценарист и университетски преподавател.

## Биография и творчество
Роден е на 7 септември 1932 г. в Шефилд, Англия.
Той е продуктивен академичен есеист и специалист в областта на съвременния роман. През 1970 г. основава първия в света значим курс по творческо писане.
Умира на 28 ноември 2000 г. в Норич.

### „Историческият човек“
Най-известното произведение на Малкълм Бредбъри е „Историческият човек“. Димитри Иванов пише, че книгата е „за академичните интриги, зависти и прелюбодеяния, които се вихрят зад обраслите в бръшлян стени на университетския кампус“.

## Произведения

### Самостоятелни романи
- Eating People Is Wrong (1959)[2]
- Stepping Westward (1965)
- Историческият човек, The History Man (1975)
- Rates of Exchange (1983)
- Why Come to Slaka? (1986)
- Cuts (1987)
- Doctor Criminale (1992)
- To the Hermitage (2000)

### Пиеси
- Inside Trading (1997)

### Сборници
- Four tales (1962)
- Who Do You Think You Are?: Stories And Parodies (1976)
- After Dinner Game: Three Plays for Television (1982)
- Liar's Landscape: Collected Writing from a Storyteller's Life (2006)

### Документалистика
- Phogey Or, How to have class in a classless society (1960)
- All Dressed Up and Nowhere to Go: The Poor Man's Guide to the Affluent Society (1962)
- Evelyn Waugh (1964)
- Forster: A Collection of Critical Essays (1966)
- What Is a Novel? (1969)
- Avenel Companion to English and American Literature (1970)
- Contemporary Criticism (1970)
- Metaphysical Poetry (1970)
- The Penguin Companion to American Literature (1971)
- Social Context of Modern English Literature (1971)
- Penguin Companion to Literature (1971)
- The American Novel and the Nineteen Twenties (1971)
- Shakespearian Comedy (1972)
- Victorian Poetry (1972)
- Medieval Drama (1973)
- Possibilities: Essays On the State of the Novel (1973)
- Pelican Guide to European Literature (1976)
- Novel Today: Contemporary Writers On Modern Fiction (1977)
- Outland Dart: American Writers And European Modernism (1979)
- The Contemporary English Novel (1979)
- Introduction to American Studies (1981) (в съавторство с Хауърд Темпърли)
- The Modern American Novel (1983)
- Shakespearian Tragedy (1984)
- No, Not Bloomsbury (1987)
- Mensonge: My Strange Quest for Henri Mensonge, Structuralism's Hidden Hero (1987)
- The Modern World: Ten Great Writers (1988)
- Unsent Letters: Irreverent Notes from a Literary Life (1988)
- From Puritanism to Postmodernism: A History of American Literature (1991)
- The Modern British Novel (1993)
- The Expatriate Tradition in American Literature (1994)
- Dangerous Pilgrimages: Transatlantic Mythologies And the Novel (1995)
- The Atlas of Literature (1996)